# Hinterfüllung (Bergbau)
Als Hinterfüllung bezeichnet man im Bergbau das Ausfüllen des Hohlraumes zwischen dem Streckenausbau und dem Gebirge mit geeigneten Baumaterialien. Hierbei werden unterschiedliche Materialien und Techniken angewendet.

## Notwendigkeit
Bei der Streckenauffahrung kann der Streckenquerschnitt nicht absolut gleichmäßig herausgeschossen oder herausgeschnitten werden. Die Felsoberfläche ist nach dem Herauslösen des Gesteins sehr unregelmäßig, daher verbleibt zwischen dem Verzug und dem Gebirge immer ein Hohlraum. Damit eine gleichmäßige Belastung der Ausbausegmente erfolgt, müssen die verbliebenen Hohlräume ausgefüllt werden. Durch eine gleichmäßige Belastung der Ausbausegmente wird die Tragfähigkeit des Ausbaus erhöht. Die Art und Notwendigkeit der Hinterfüllung ist abhängig von der Standfestigkeit des Gebirges, vom Verwendungszweck der Strecke und dem eingesetzten Ausbauverfahren. Insbesondere beim Gleitbogenausbau, beim starren Bogenausbau und beim Ringausbau ist eine sorgfältige Hinterfüllung erforderlich. Grund hierfür ist die Belastung des Ausbaus durch den Gebirgsdruck. Wird der Ausbau belastet und es befinden sich hinter dem Ausbau Hohlräume, so verformt sich der Ausbau, indem er in die Hohlräume ausweicht. Im Steinkohlenbergbau können sich in diesen Hohlräumen auch Schlagwetter ansammeln, hier unterbindet die Hinterfüllung gleichzeitig die Ansammlung dieser explosiven Gasmischungen. Die Hinterfüllung kann jedoch nur dann ihre Aufgaben erfüllen, wenn sie den Streckenausbau auf seinem gesamten Umfang umschließt und unmittelbar an die den Ausbau umgebende Gebirgsoberfläche anschließt.

## Hinterfüllungsmethoden

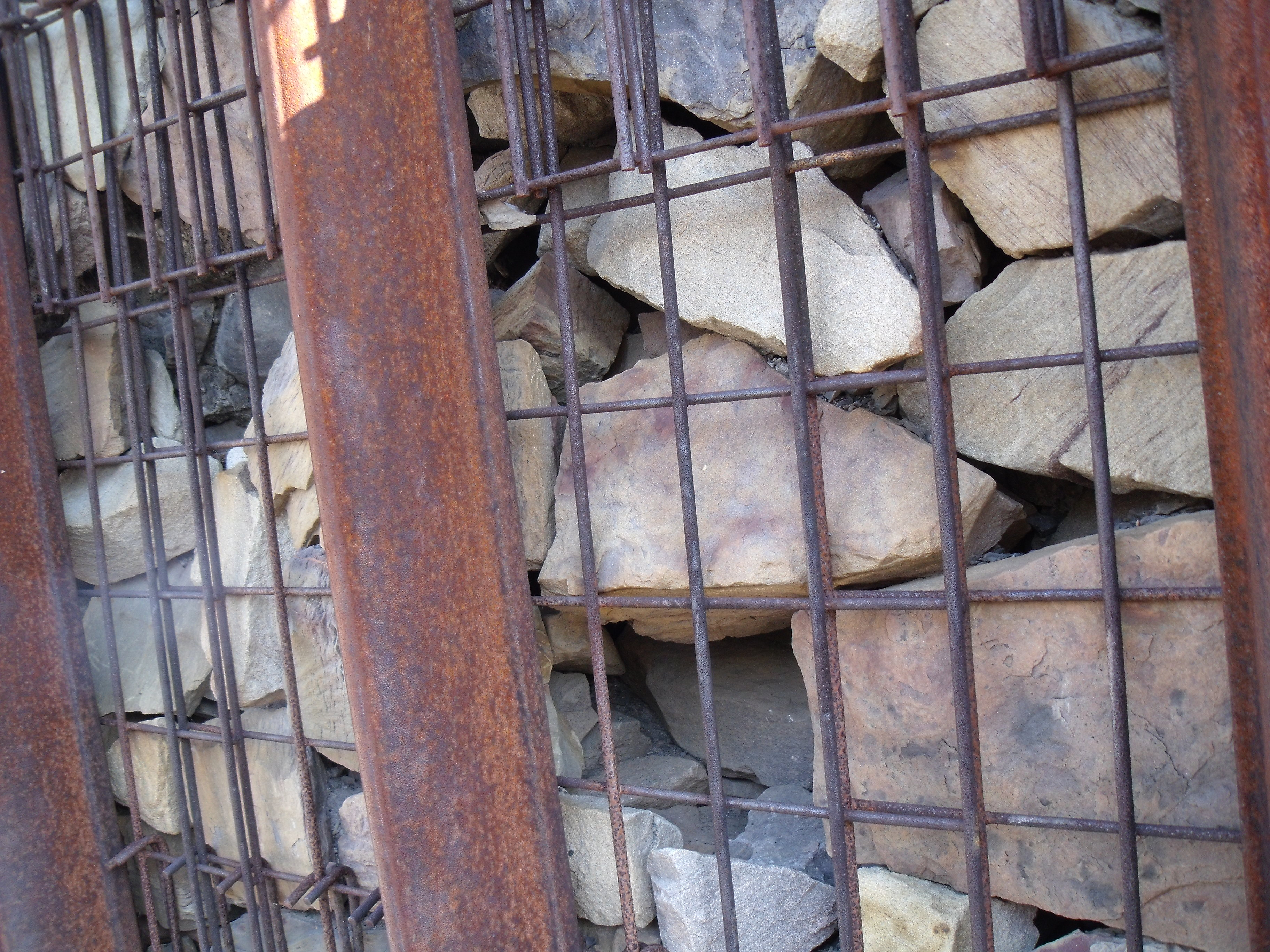
Hinterfüllung des Verzugs mittels Bergebrocken

Es gibt unterschiedliche Methoden der Hinterfüllung. Als Hinterfüllungsmaterialien werden entweder stückige Materialien oder Hinterfüllmörtel verwendet. Durch eine dichte und kleinstückige Hinterfüllung wird eine gleichmäßige Belastung des Ausbaus erreicht. Um größere Hohlräume hinter dem Streckenausbau zu hinterfüllen, werden auch spezielle Schaumkunststoffe verwendet.

### Hinterfüllung mit stückigen Materialien
Die Hinterfüllung mit stückigen Materialien ist die älteste Form der Hinterfüllung. Im Harzer Bergbau wurden zur Hinterfüllung der Hohlräume hinter dem Verzug unterschiedlich große Bergebrocken verwendet, die sorgfältig eingefügt wurden. Das Hinterfüllen mit Bergebrocken hat den Vorteil, dass das Hinterfüllmaterial bei der Streckenauffahrung anfällt. Allerdings sind nicht immer genügend, für die Hinterfüllung geeignete, Bergebrocken vorhanden. Aus diesem Grund liegt die Hinterfüllungsstärke zwischen 20 und 25 Zentimetern. In Abbaustrecken treten häufig plötzliche Druckerscheinungen auf. Hier wirkt die Bergehinterfüllung aufgrund ihrer begrenzten Nachgiebigkeit wie ein Druckpolster, dadurch wird der Druck vom Ausbaurahmen ferngehalten.

### Mörtelhinterfüllung
Durch die Hinterfüllung mittels Mörtel oder Spritzbeton wird ein linienhafter Kraftschluss des Ausbaus zur Gebirgsoberfläche erreicht. Bei dieser Art der Hinterfüllung wird flüssiger Mörtel in die Hohlräume zwischen Ausbau und Gebirge gepresst. Der Mörtel wird vor Ort in einer Hinterfüllanlage angemischt und mit Druck weitergeleitet. Für diese Art der Hinterfüllung ist ein dichter Verzug erforderlich. Durch den dichten Verzug wird das Durchtreten der Baustoffmassen verhindert. Im Bereich des Streckensaums wird beim Strebbau meistens ein Streckenbegleitdamm aus mit flüssigem Mörtel gefüllten Bullflexschläuchen erstellt. Früher wurden diese Bullflexschläuche auch beim Tunnelbau zur Hinterfüllung des Ausbaus verwendet. Die verwendeten Baustoffe müssen bestimmte Eigenschaften aufweisen. Die Abbindedauer liegt bei wenigen Stunden. Je nach Baustoff wird bereits nach 24 Stunden eine ausreichende Enddruckfestigkeit erreicht. Aber auch das Erreichen einer möglichst großen Frühfestigkeit ist oftmals erforderlich, damit schnell eine Stützwirkung auf das umgebende Gebirge erzeugt wird.